# 카타르 투자청
카타르 투자청(영어: Qatar Investment Authority, QIA, 아랍어: جهاج قصر للإستثمار)은 카타르의 국부 펀드이다. QIA는 새로운 자산 클래스로 다각화하여 국가 경제를 강화하기 위해 2005년 카타르 정부에 의해 설립되었다. 2023년 10월 기준으로 QIA는 약 4,750억 달러의 자산을 관리하고 있다.
QIA의 구조와 의사결정 절차는 불투명하다는 특징이 있다. 그러나 글로벌 SWF의 2022년 정부 소유 투자자 스코어보드의 거버넌스, 지속 가능성 및 회복력에 따르면 QIA는 더욱 투명하고 지속 가능해지고 있다. 기금에 관한 지출 결정은 국왕과 총리(기금 이사회에 참여하는지 여부에 관계없이)와 연결되어 있다. 2017년 9월, 리서치게이트(베를린 기반 블로그)는 카타르 투자청의 투자 뒤에 있는 기능에 대한 데이터를 제공했으며, QIA가 완전 국유 기업으로서 글로벌 자본주의에 참여하는 것이 매력적이고 거의 검토되지 않은 측면이라는 사실이 밝혀졌다.

## 같이 보기
- 카타르의 경제